# 1928 في سويسرا
فيما يلي قوائم الأحداث التي وقعت خلال عام 1928 في سويسرا.

## أحداث
- 11 فبراير – الألعاب الأولمبية الشتوية 1928

## مواليد

### مارس
- 19 مارس – هانس كونج[1]

### مايو
- 24 مايو – أدريان فرتيجر[2]

### سبتمبر
- 10 سبتمبر – جان فانيه[3]

## وفيات

### يناير
- 15 يناير – جاك روبرت (مواليد 1890)

### فبراير
- 29 فبراير – أدولف آبيا (مواليد 1862) مهندس معماري سويسري.[4]